# Théodore de Sany
Théodore de Sany, ou de Saigny, né à Valenciennes (France) le 20 janvier 1599 (baptisé à la paroisse Saint-Géry) et décédé à Hal (Belgique) le 9 novembre 1658, est un carillonneur bruxellois, peintre de renom et poète. 

## Biographie

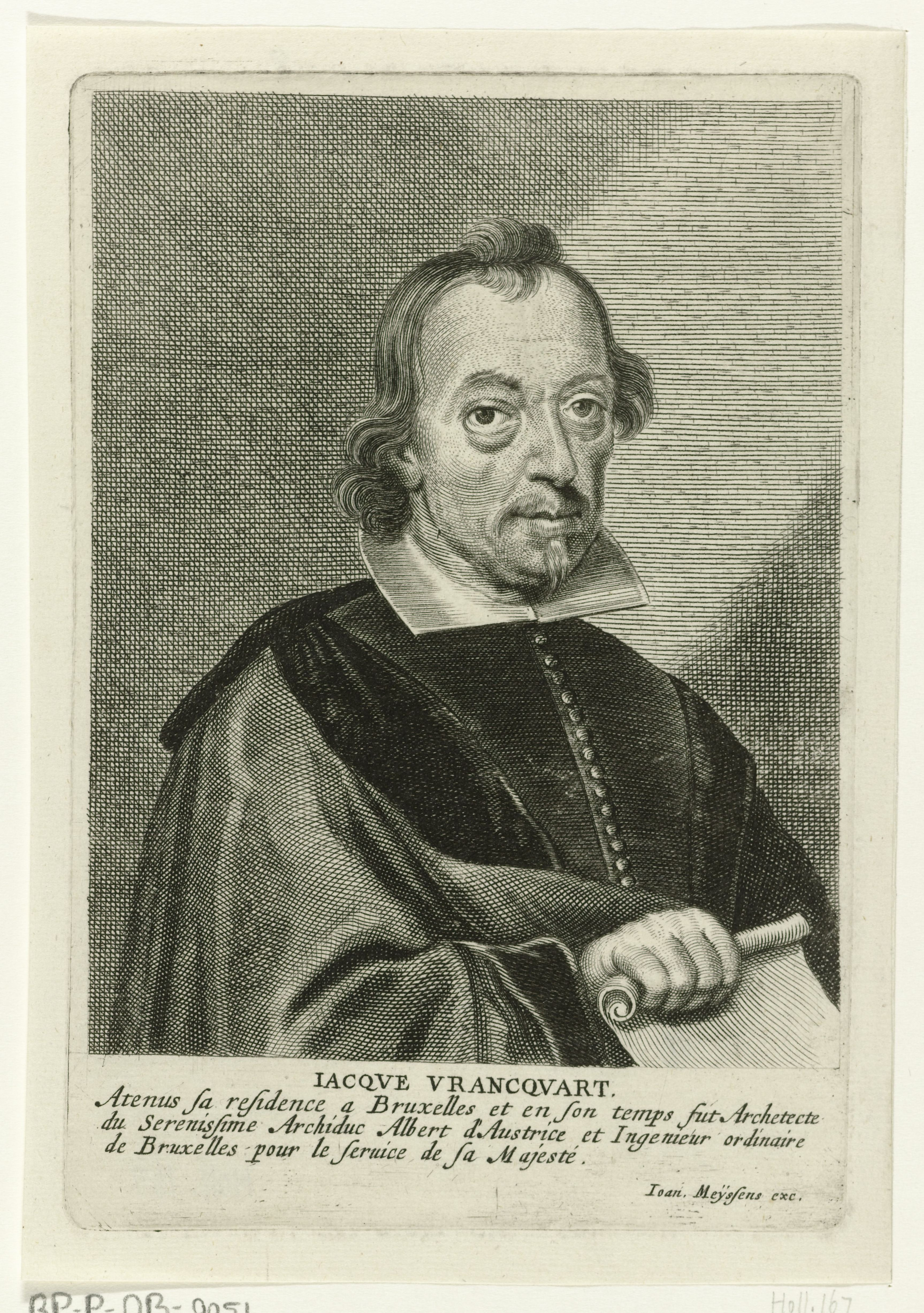
Jacques Franquart

Marie de Médicis

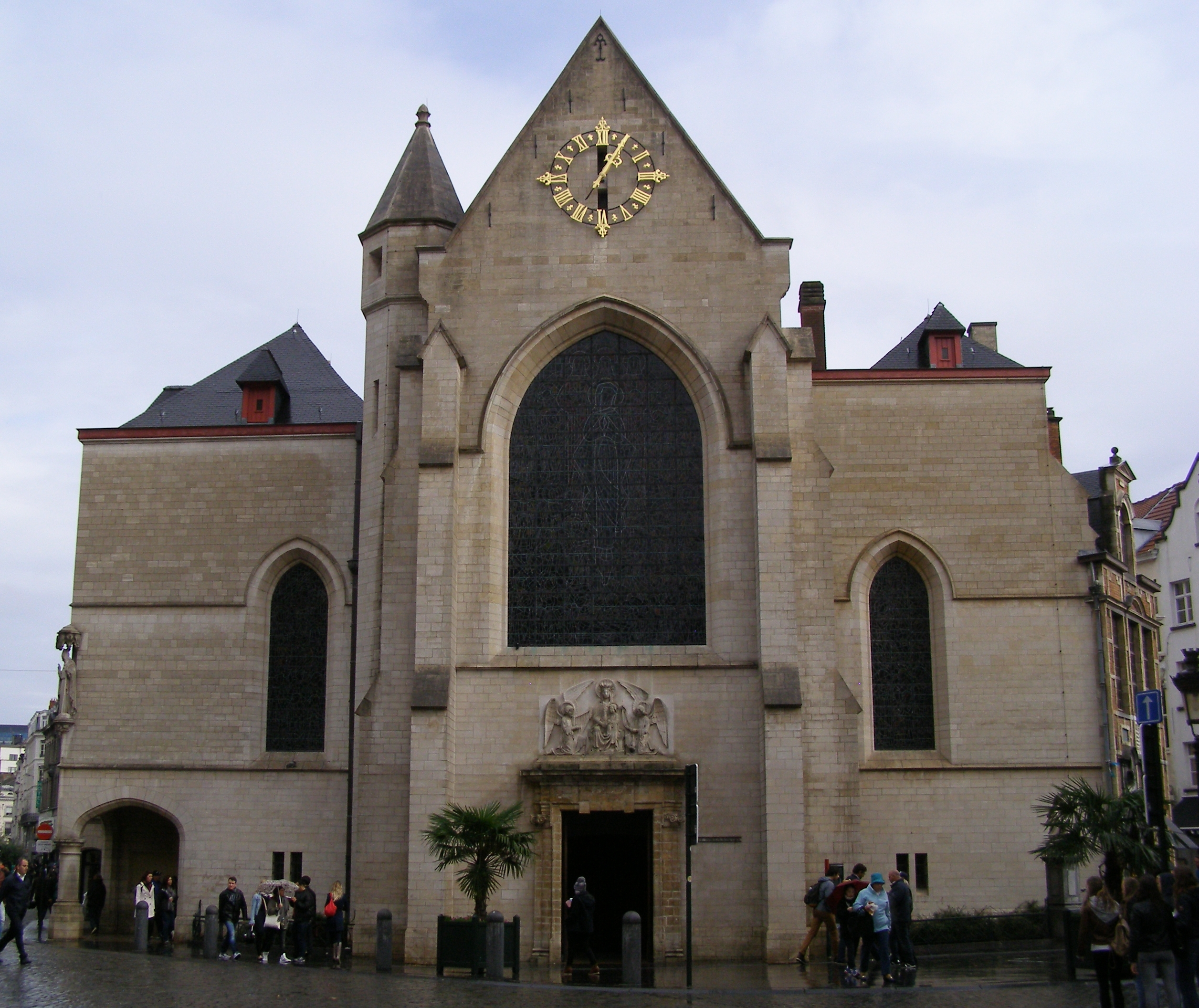
L'église Saint-Nicolas (Bruxelles)

Issu d’une famille de facteurs de carillons, Théodore de Sany est le fils de Jean de Sany et de Marie Pretz ou Prey. Lui-même est carillonneur officiel de la ville de Bruxelles et artiste-peintre. Il fut admis dans la corporation des peintres le 14 avril 1620. 
Disciple de Jacques Franquart, de Sany peignit plusieurs tableaux, dont un pour l’hospice Saint-Laurent de Bruxelles pour lequel il perçut 40 florins du Rhin en 1627-1628, et un autre représentant une Descente de croix pour l’Hospice du Calvaire, pour lequel il reçut 12 florins du Rhin le 28 juillet 1648.Ces deux toiles ont aujourd’hui disparu. Une troisième toile, toujours conservée au Musée de la Maison du Roi à la Grand'Place de Bruxelles, est communément appelée Glorification du Carillon et du Sénat de Bruxelles. Théodore fut encore soutenu dans sa candidature d’ « homme de Conseil » de la ville de Bruxelles par Marie de Médicis, Reine de France en exil, dont les archives générales du Royaume conservent encore la lettre qu’elle adressa le 1er août 1624 à l’échevin Charles de Locquenghien. 
Il est quelquefois cité « Thiery ». Il avait épousé en premières noces à Bruxelles (paroisse Sainte-Gudule) le 6 décembre 1624 Anna ‘s Navels, dont il n’eut pas d’enfants. En secondes noces, il épousa à Bruxelles (paroisse La Chapelle) le 25 mai 1628 Marie du Bois, fille d’Artus du Bois et de Susanna Soeters.
Du second lit viennent :
- Theodora Perpetua de Saigny, baptisée à Bruxelles (paroisse la Chapelle) le 22 mars 1629 ;
- Margareta Augustina de Schigny, baptisée à Bruxelles (paroisse Sainte-Gudule) le 7 mars 1633 ;
- Un enfant mort-né, baptisé à Bruxelles (paroisse Sainte-Gudule) le 3 avril 1635 ;
- Michael de Sainny, baptisé à Bruxelles (paroisse Sainte-Gudule) le 23 février 1637, mort à Hal le 10 mai 1678, qui lui succéda comme carillonneur à Bruxelles, puis à Hal.

## Œuvre musicale
On lui doit Le recueil d'hymnes et chansons arrangés par Théodore de Sany pour le carillon de Bruxelles en 1648. Le recueil fut fréquemment republié : dernière édition commentée par Jean-Pierre Félix en 1990 au musée Groeninge de Bruges.
Le recueil est ainsi situé dans son historicité et dans sa structure par Jonathan Janson : « Théodore de Sany avait rassemblé soixante pièces de musique écrites pour le système de sonnerie automatique de l'église Saint-Nicolas et dédicacé le livre en 1648 aux autorités bruxelloises dans le but d'obtenir leurs faveurs. Le livre contient de la musique religieuse pour les principales fêtes de l'année liturgique (Avent, Noël, Pâques, Pentecôte...), mais aussi des arrangements de chansons françaises, de mélodies flamandes ou de madrigaux italiens ». 
Parallèlement, Théodore de Sany établit en 1648 une liste détaillée des carillons existants. L'intérêt de sa musique, estiment Christian Declerck et Raymond Keldermans, est qu'elle nous offre un aperçu de l'écriture au XVIIe siècle, un siècle avant Joannes de Gruytters (1709-1772).

## Expositions
- Musée Vleeshuis, Anvers, Een zucht tot klokkenspel - Exposition sur le répertoire du carillon historique flamand, juillet-août 2014[7].